# Eustala viridipedata
Eustala viridipedata là một loài nhện trong họ Araneidae.
Loài này thuộc chi Eustala. Eustala viridipedata được Carl Friedrich Roewer miêu tả năm 1942.